# مجموعة 2011 للأطر العليا المعطلة

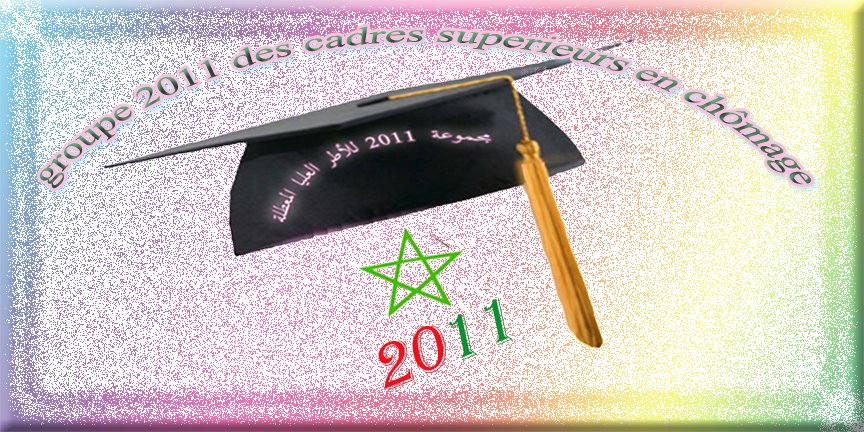
مجموعة 2011 للأطر العليا المعطلة

مجموعة 2011 للأطر العليا المعطلة هي حركة احتجاجية ظهرت سنة 2011 وتضم حاملي الشهادات العليا للدكتوراه والماستر، مهندسي الدولة، دبلومي الدراسات العليا المعمقة والمتخصصة. هدفها الإدماج المباشر والفوري في مختلف أسلاك الوظيفة العمومية، طبقا للمواثيق الدولية ومقتضيات الدستور المغربي والقرارات والمراسيم الوزارية، ولاسيما المرسوم الوزاري الاستثنائي رقم 2-11-100.
| المرسوم الوزاري الاستثنائي رقم 2-11-100 |
| --------------------------------------- |
| .                                       |

تخوض مجموعة 2011 للأطر العليا المعطلة أشكالا نضالية سلمية ميدانية (وقفات، مسيرات، اعتصامات، اضرابات عن الطعام...). وأخرى موازية (ندوات صحفية، فكرية، مهرجنات خطابية...). بشكل شبه يومي بشوارع الرباط.